# Medalha Mountbatten
A Medalha Mountbatten (em inglês:  IET Mountbatten Medal) é concedida anualmente para uma contribuição de destaque, ou contribuições sobre um período, para a promoção da eletrônica ou tecnologia da informação e suas aplicações. A medalha foi estabelecida pelo National Electronics Council em 1992 sendo nomeada em memória de Louis Mountbatten, almirante da frota e governador-geral da Índia. Desde 2011 a medalha é concedida como uma das IET Achievement Medals.

## Recipientes
Fonte: The IET 
- 1992 Ernest Harrison
- 1993 W A Gambling
- 1994 David Edwin Potter
- 1995 Peter Bonfield
- 1996 Tim Berners-Lee
- 1997 Tom Kilburn e Maurice Vincent Wilkes
- 1998 J D Rhodes
- 1999 Steve Shirley
- 2000 Hermann Maria Hauser
- 2001 David Neil Payne
- 2004 Andy Hopper
- 2005 David Brown
- 2006 John Leighfield
- 2007 Andrew Blake
- 2008 Kevin Warwick
- 2009 David Ogden
- 2010 Eli Yablonovitch
- 2011 Peter McOwan
- 2012 Vincent Fusco
- 2013 Ian Nussey
- 2014 Ronjon Nag
- 2015 Alan Finkel
- 2016 Jean Armstrong
- 2017 Shuji Nakamura[4][5]
- 2018 William Webb[6]
- 2019 Irwin Mark Jacobs[7]
- 2020 Tong Boon Tang[8]